# Curva de persecución

Curva de persecución (en azul).

Se denomina curva de persecución a la curva que describe un objeto que se desplaza a velocidad w constante, y que persigue de manera óptima a otro que se desplaza en línea recta a una velocidad v también constante.

## Historia

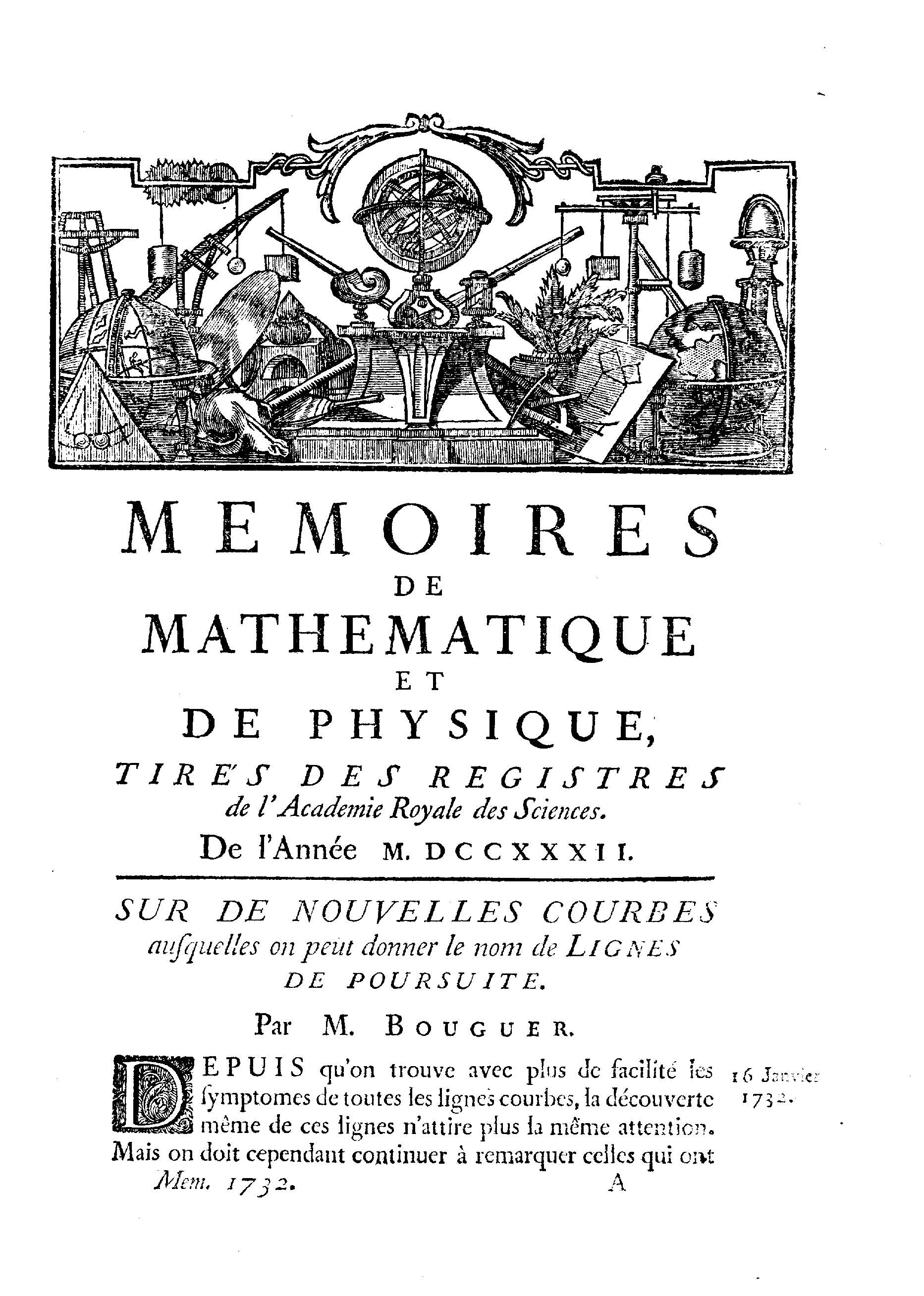
Primera página del artículo de Pierre Bouguer, Mémoires de l'Académie royale des sciences, 1732

Esta curva plana clásica se ha estudiado desde el siglo XVIII. Paul Nahin indica que la anécdota repetida a menudo de que Leonardo habría estudiado dichas curvas en sus cuadernos no tiene aparentemente fundamento.
La curva fue estudiado en particular en 1732 por  Pierre Bouguer que la asoció con el problema de la persecución de un buque por otro.